# Wase Rock
La Wase Rock (in lingua hausa: Gwauron Dutse) è una massiccia formazione rocciosa isolata, cioè un monadnock o inselberg, a forma di duomo geologico, che si trova vicino alla città di Wase, nello Stato di Plateau, situato nella parte centrale della Nigeria, in Africa.
La roccia si innalza in modo isolato nella pianura di Wase, elevandosi di 176 m rispetto al terreno circostante e di 426 m rispetto al livello del mare.
È una delle poche inselberg, o montagne isolate, dell'Africa.

## Caratteristiche
La Wase Rock è costituita di trachite e dal punto di vista geologico si è originata come collo vulcanico che si innalza di 295 m rispetto al fondo del Benue Rift, situato circa 160 km a sudest della città di Jos, capoluogo dello Stato di Plateau. La roccia è tutto quello che rimane di un antico vulcano.
La sommità della roccia, caratterizzata da ripide pareti verticali, è suddivisa in due parti da una stretta fenditura.
Data la sua posizione che emerge isolata nella pianura, la Wase Rock è visibile da circa 40 km di distanza in tutte le direzioni. È uno dei soli cinque siti di riproduzione in Africa del pellicano bianco di Rossy. Per questo motivo il governo locale ha deciso di istituire una riserva di circa 321 ettari, considerata come santuario di protezione per la riproduzione della fauna selvatica.

## Clima
Il clima è quello tipico della savana. 
La temperatura media è di 25 °C. Il mese più caldo è aprile con 31 °C, e il meno caldo luglio con 22 °C.
La piovosità media è di 1.158 mm di pioggia all'anno. Il mese con maggiori precipitazioni è settembre con 234 mm di pioggia, mentre il mese più secco è gennaio con 1 mm di pioggia.